# JavaBeans
JavaBeans — класи написані мовою Java, що відповідають набору правил. Вони використовуються для об'єднання кількох об'єктів в один (bean) для зручної передачі даних.
Специфікація Sun Microsystems визначає JavaBeans, як «універсальні програмні компоненти, якими можна керувати за допомогою графічного інтерфейсу» («reusable software components that can be manipulated visually in a builder tool»).
JavaBeans забезпечують основу для багаторазово використовуваних і модульних компонентів ПЗ. Компоненти JavaBeans можуть приймати різні форми, але найбільш широко вони використовуються в елементах графічного інтерфейсу користувача. Одна з цілей створення JavaBeans — взаємодія із схожими компонентними структурами. Наприклад, Windows-програма, за наявності відповідного мосту або об'єкта-обгортки, може використовувати компонент JavaBeans так, ніби він є компонентом COM або ActiveX.

## Правила опису JavaBean
Щоб клас міг працювати, як bean, він повинен відповідати певним визначеним угодам про імена методів, конструктор і поведінку. Ці угоди дають можливість створення інструментів, які можуть використовувати, заміняти і з'єднувати JavaBeans.
Правила опису:
- Клас повинен мати публічний конструктор без параметрів. Такий конструктор дозволяє інструментам створювати об'єкт без додаткових складностей з параметрами.
- Властивості класу повинні бути доступні через методи get, set, is, які відповідають стандартним угодам про імена. Це дозволить інструментам автоматично визначати і оновлювати вміст bean'ів.
- Клас повинен бути серіалізованим. Це дає можливість надійно зберігати та відновлювати стан bean незалежним від платформи і віртуальної машини способом.
- Він не повинен містити ніяких методів обробки подій.

## Приклади
```
// PersonBean.java

public
 
class
 
PersonBean
 
implements
 
java
.
io
.
Serializable
 
{

    
private
 
String
 
name
;

    
private
 
boolean
 
deceased
;

    
// Default constructor (takes no arguments).

    
public
 
PersonBean
()
 
{}

    
public
 
String
 
getName
()
 
{

        
return
 
name
;

    
}

    
public
 
void
 
setName
(
String
 
name
)
 
{

        
this
.
name
 
=
 
name
;

    
}

    
// Different semantics for a boolean field (is vs. get)

    
public
 
boolean
 
isDeceased
()
 
{

        
return
 
deceased
;

    
}

    
public
 
void
 
setDeceased
(
boolean
 
deceased
)
 
{

        
this
.
deceased
 
=
 
deceased
;

    
}

}

```

```
// TestPersonBean.java

public
 
class
 
TestPersonBean
 
{

    
public
 
static
 
void
 
main
(
String
[]
 
args
)
 
{

        
PersonBean
 
person
 
=
 
new
 
PersonBean
();

        
person
.
setName
(
"Bob"
);

        
person
.
setDeceased
(
true
);

        
// Output: "Bob [deceased]"

        
System
.
out
.
print
(
person
.
getName
());

        
System
.
out
.
println
(
person
.
isDeceased
()
 
?
 
" [deceased]"
 
:
 
""
);

    
}

}

```